# تاريخ أوكرانيا

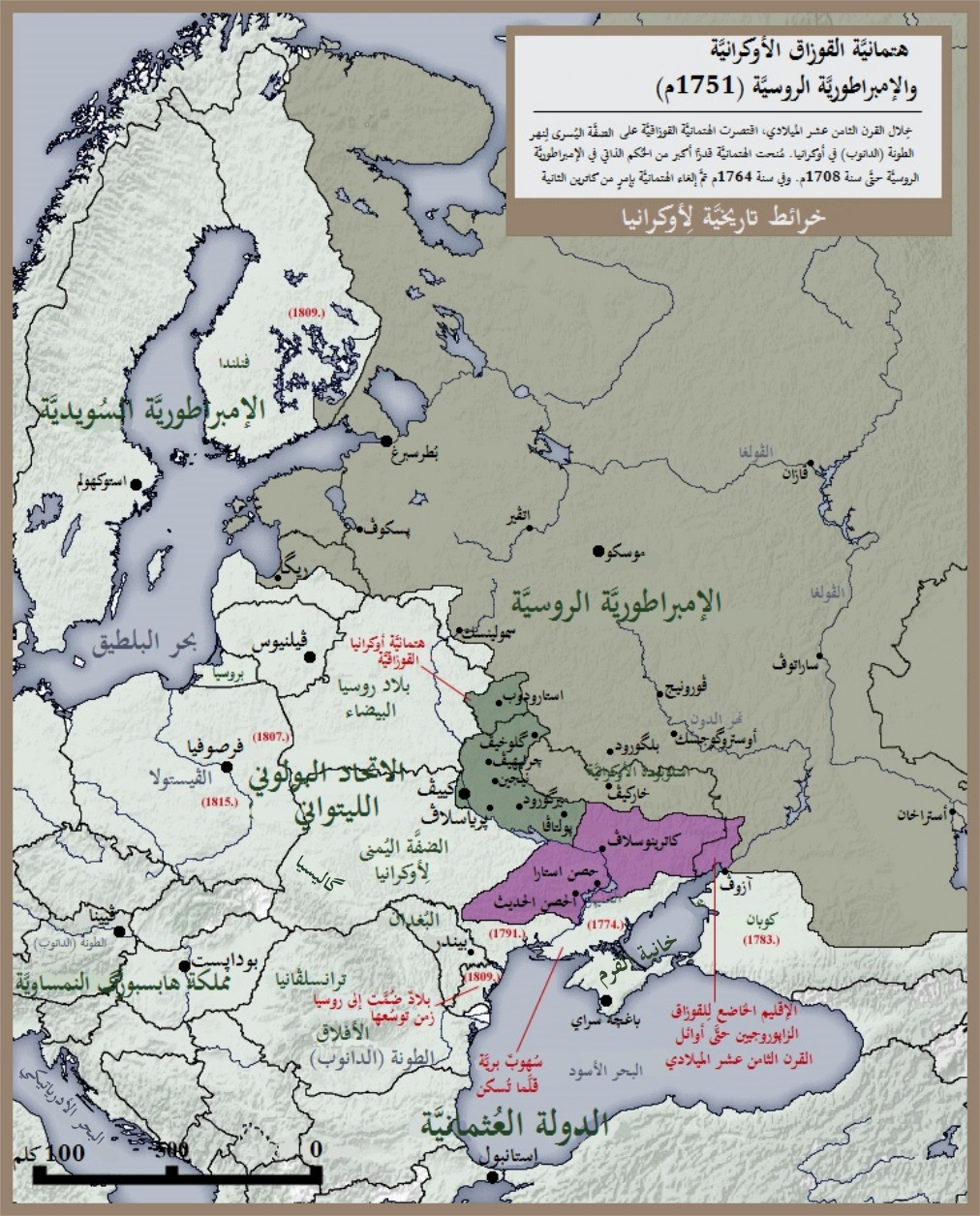

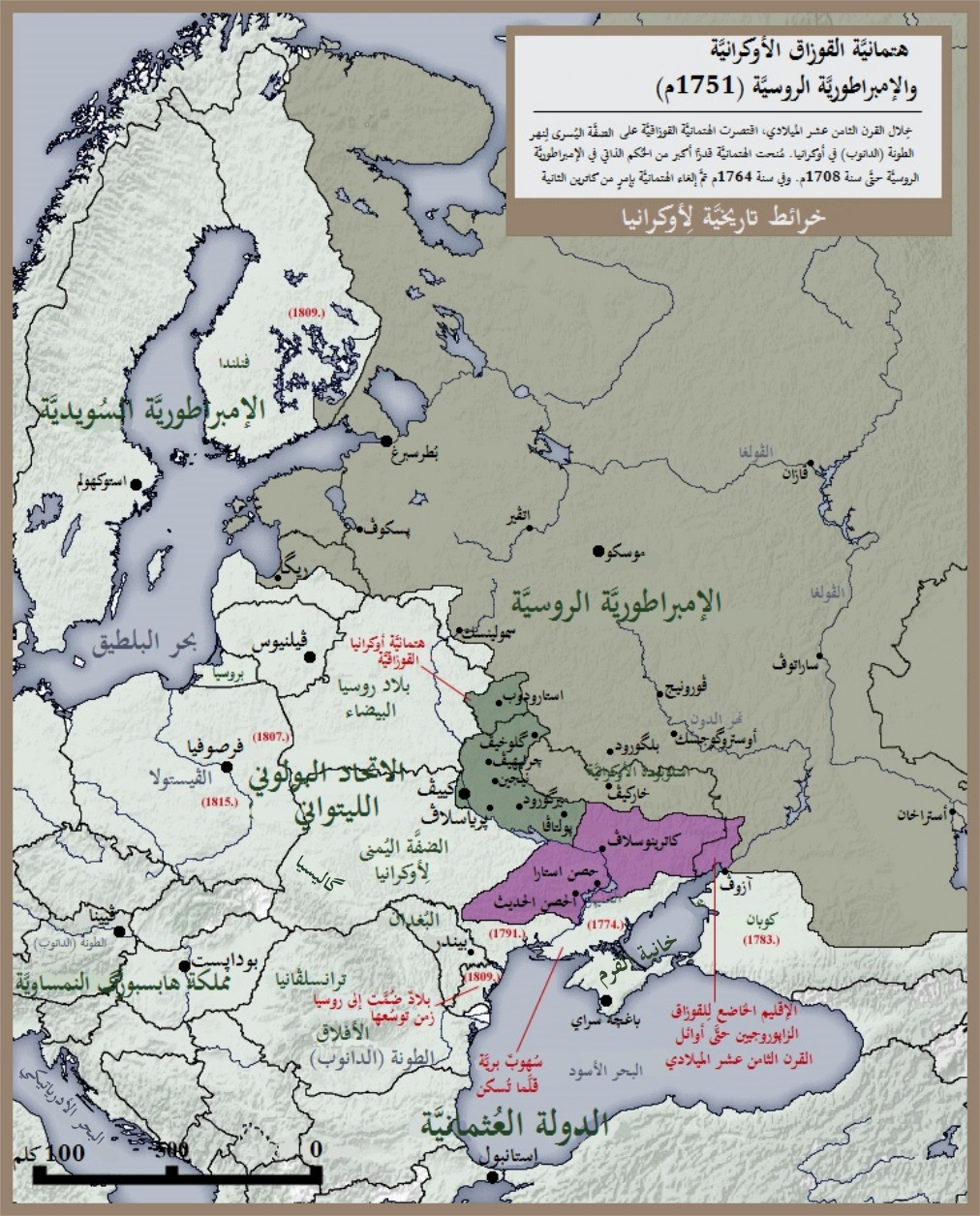

لعبت أوكرانيا في عصر ما قبل التاريخ وكجزء من السهب البنطي، دورًا هامًا في تعميق التواصل الثقافي الأوراسي، من ضمنها المساهمة في انتشار كل من العصر النحاسي والعصر البرونزي والتوسع الهندي الأوروبي واستئناس الخيول.
كانت أوكرانيا جزءًا من منطقة سيكثيا في العصور القديمة والتي استوطنها الغيتيون، وكانت منطقة للتوسع السلافي المبكر خلال موسم الهجرة، ودخلت التاريخ بشكل لائق بعد تأسيس دولة روس الكييفية، والتي برزت كدولة قوية في العصور الوسطى إلا أنها تفككت في القرن الثاني عشر. بعد منتصف القرن الرابع عشر، سيطرت ثلاث قوى رئيسية على حكم المناطق الأوكرانية:
1. القبيلة الذهبية
2. دوقية ليتوانيا الكبرى ومملكة بولندا، وقعت هذه الأراضي تحت حكم المملكة البولندية وبعدها تحت حكم الكومنلوث البولندي الليتواني (ابتداءً من سنة 1569)
3. خانية القرم (ابتداءً من القرن الخامس عشر)

وافق الهيتمان بوهدان خمل نيتس كيي على توقيع اتفاقية بيريسلاف في يناير من عام 1654، وذلك بعد الثورة التي قام بها القوقازيون ضد الكومنولث البولندي الليتواني في عام 1648. لا تزال طبيعة العلاقة المتكونة وفقًا لهذه الاتفاقية بين دولة هتمانات القوزاق وبين روسيا محل جدل علمي. دفعت هذه الاتفاقية لاندلاع الحرب الروسية البولندية (1654-1667) والتي عُرفت أيضًا باسم حرب أوكرانيا. وكنتيجة لهذه الحرب، وُقعت معاهدة السلام الأبدي في عام 1686، والتي نصت على ضم الجزء الشرقي من أوكرانيا (شرق نهر دنيبر) إلى الحكم الروسي، ودُفع مبلغ قدره 146000 روبلًا للحكومة البولندية كتعويض لخسارتها الضفة اليسرى من أوكرانيا واتفق الطرفان على عدم توقيع اتفاقية منفصلة مع الإمبراطورية العثمانية. جوبهت الاتفاقية برفض شديد من قبل بولندا ولم يُصادق عليها من قبل السيم (البرلمان الخاص بالكومنولث البولندي الليتواني) حتى عام 1710 وطُعن في المشروعية القانونية لقرار تصديقه. وفقًا لجاسيك ستاسيفسكي، لم تُؤكد الاتفاقية بقرار من السيم حتى انعقاد مؤتمر السيم في عام 1764.
بعد تقسيم بولندا (1772-1795) وغزو روسيا لخانية القرم، سيطرت كل من الإمبراطورية الروسية والإمبراطورية النمساوية على كل الأراضي التي تشكل أوكرانيا الحالية، واستمرت هذه السيطرة لمدة مئة عام.
اندلعت مجموعة من الحروب الفوضية في الفترة التي تلت الثورات الروسية في عام 1917. انبثقت جمهورية أوكرانيا الشعبية بعد حرب الاستقلال الأوكرانية التي استمرت للمدة بين 1917 و1921. تلا ذلك اندلاع الحرب الأوكرانية السوفيتية (1917-1921)، والتي فرض فيها الجيش الأحمر البلشفي سيطرته المطلقة في نهايات عام 1919. أسس الأوكرانيون البلشفيون، والذين دحروا الحكومة الوطنية في مدينة كييف، جمهورية أوكرانيا الاشتراكية السوفيتية، والتي كانت من إحدى الجمهوريات المؤسِسة للاتحاد السوفيتي في 30 ديسمبر من عام 1922. سمحت السياسة الأولية، التي انتهجها الاتحاد السوفيتي تجاه اللغة والثقافة الأوكرانية، باستخدام الأوكرانية كلغة رسمية للإدارة والمدارس. تغيرت السياسة السوفيتية في ثلاثينيات القرن العشرين متجهة نحو سياسة الترويس. عانى ملايين من الناس في عامي 1932 و1933، وخاصة الفلاحين، من مجاعة مميتة في أوكرانيا والتي عُرفت باسم هولودومور. تشير موسوعة بريتانيكا إلى موت ما يقارب 6 إلى 8 ملايين شخص من الجوع في الاتحاد السوفيتي خلال هذه الفترة، و4 إلى 5 ملايين من هؤلاء هم من الأوكرانيين. نُصّب نيكيتا خروتشوف كزعيم للحزب الشيوعي الأوكراني في عام 1938.
توسعت الأراضي المسيطر عليها من قبل جمهورية أوكرانيا الاشتراكية السوفيتية نحو الغرب، وذلك بعد احتلال الجيش النازي الألماني والاتحاد السوفيتي لبولندا في سبتمبر من عام 1939. سيطرت دول المحور على أوكرانيا للفترة بين 1941 و1944. حارب جيش التمرد الأوكراني خلال الحرب العالمية الثانية ضد كل من ألمانيا والاتحاد السوفيتي لتحقيق الاستقلال لأوكرانيا. أصبحت جمهورية أوكرانيا الاشتراكية السوفيتية واحدة من الدول المؤسسة للاتحاد السوفيتي. بعد موت ستالين، ساهم خروتشوف بصفته زعيمًا للحزب الشيوعي في تطوير وازدهار أوكرانيا. بالرغم من هذا، فقد استمر القمع الممارس ضد كل من الشعراء والمؤرخين وغيرهم من المثقفين في أوكرانيا وفي جميع دول الاتحاد السوفيتي. توسعت الجمهورية الأوكرانية نحو الجنوب وذلك بعد انضام شبه جزيرة القرم لأوكرانيا في عام 1954.
أصبحت أوكرانيا مستقلة مرة أخرى بعد انحلال الاتحاد السوفيتي في عام 1991. دفع هذا التغيير لبداية مرحلة من التحول نحو الاقتصاد الحر، والذي عانت خلاله أوكرانيا من ثمان سنوات من الركود الاقتصادي. ولكن بالنتيجة، شهد الاقتصاد زيادة في نمو الناتج المحلي الإجمالي. تأثرت أوكرانيا بالأزمة الاقتصادية العالمية في عام 2008 مما تسبب في انخفاضٍ شديد في الاقتصاد. انخفض الناتج المحلي الإجمالي بنسبة 20% من ربيع عام 2008 إلى ربيع عام 2009، ومن ثم استقر مجددًا.
بدأت الأزمة الأوكرانية المطولة في 21 نوفمبر من عام 2013، عندما ألغى الرئيس فيكتور يانوكوفيتش تحضيرات تطبيق اتفاقية الشراكة مع الاتحاد الأوربي. تسبب هذا القرار في احتجاجات واسعة من قبل الأشخاص الموالين للاتحاد الأوروبي، وعرفت هذه الاضطرابات بالميدان الأوروبي. وبعد عدة شهور من هذه المظاهرات، تمكن المتظاهرون من الإطاحة بيانوكوفيتش في 22 فبراير من عام 2014. وبعد الإطاحة به، عمت الاضطرابات مناطق شرقية وغربية واسعة في أوكرانيا من قبل أشخاص داعمين للنظام الروسي، وهي المناطق التي يستمد منها يانوكوفيتش أغلب دعمه. غزت روسيا جمهورية القرم ذاتية الحكم مما أدى لضمها لروسيا في 18 مارس من عام 2014. تصاعدت الاضطرابات في كل من مقاطعتي دونيتسك ولوهانسك الأوكرانيتين وأدت لحدوث حرب بين حكومة ما بعد الثورة الأوكرانية والمتمردين المؤيدين لروسيا. أثرت الأزمة الأوكرانية بشكل سلبي جدًا على الاقتصاد الأوكراني.

## ما قبل التاريخ
سُجل استيطان أوكرانيا من قبل مجموعة من جنس الهومو في وقت بعيد من حقبة ما قبل التاريخ. يرتبط وجود النياندرتال بمواقع مولدوفا الأثرية (43,000-45,000 سنة قبل الميلاد) والتي تحتوي على بقايا عظام تعود لحيوان الماموث. نُقبت مستوطنات الحضارة الغرافيتية ودُرست من قبل العلماء، والتي تعود لما يقارب 32,000 سنة قبل الميلاد في كهف بوران-كايا في جبال القرم.
قبل ما يقارب 10,000 سنة، أفرغ أطول أنهار العالم مياهه الثلجية في نهر الدون والبحر الأسود. عند قدوم الربيع في مدينة جوبي وذوبان الأنهار الجليدية، جرى هذا النهر من هناك وعلى طول نهر ينسي، إلا أنه صُد بعد ذلك بفعل الأنهار الجليدية الشمالية. وجرى لنحو 10,000 كم من البحيرة الجليدية لغرب سيبيريا؛ إذ كان أطول من أي نهر نعرفه في أيامنا هذه.
ازدهرت حضارة كيوكوتيني-تريبيليان خلال العصور الحجرية الحديثة خلال السنوات 4500-3000 قبل الميلاد. قطن سكان العصر النحاسي التابعين لحضارة كيوكوتيني-تريبيليان في الجزء الغربي، أما حضارة سريدني ستوغ فقد قطنت الجزء الشرقي الأقصى، متبوعين بكل من حضارة اليامنا في العصر البرونزي القديم (الكورغان)، وحضارة الكاتاكومب والذين عاشوا في الألفية الثالثة.

## العصور الوسطى

### كييف روس
بحسب هروشيفسكي، بُنيت مدينة كييف خلال الوقت الذي كانت فيه المنطقة المحيطة بوسط ودنيبرو المنخفضة جزءًا من ولاية خازار. اشتقت هذه المعلومات من الأساطير المحلية؛ نتيجة لعدم توفر أي سجلات مكتوبة من تلك الفترة.
في عام 882، غزا الخزري الفارانجيان النبيل أوليه (أوليغ) كييف، وبدأت معه فترة طويلة من حكم الأمراء الروريكيين. خلال هذا الوقت، كان العديد من القبائل السلافية موطنًا لأوكرانيا، بما في ذلك البولان، والدريفليان، والسيفيريون، والأوليش، والتيفيريون، والكروات البيضاء، والدوليب. تقع كييف على طرق التجارة المربحة، وسرعان ما ازدهرت وتحسنت أمورها.
في عام 941، غزا أمير كييف الإمبراطورية البيزنطية لكنه هُزم في الحرب الروسية البيزنطية (941).
في القرن الحادي عشر، كانت كييف روس، جغرافيًا، أكبر دولة في أوروبا، وأصبحت تُعرف في بقية أوروبا باسم روثينيا (الاسم اللاتيني لروس)، خاصة في الإمارات الغربية لروس بعد الغزو المغولي. من ثم ظهر الاسم «أوكرانيا»، الذي يعني «في الأرض» أو «الأرض الأصلية»، وعادة ما يُفسر على أنه «أرض حدودية»، في البداية في الوثائق التاريخية للقرن الثاني عشر، ثم في خرائط تاريخ فترة القرن السادس عشر.
يبدو أن هذا المصطلح كان مرادفًا لأرض بروبريا روس، وإمارات كييف، وتشيرنيهيف وبرياسلاف. استخدم مصطلح «روس الكبرى» ليُطبق على جميع أراضي كييف روس، بما في ذلك السلافية والأورالية في الأجزاء الشمالية الشرقية من الولاية. ظهرت التقسيمات الإقليمية المحلية لروس في قلب الأراضي السلافية، بما في ذلك «بيلاروسيا» (روسيا البيضاء) و«تشورنا روس» (روسيا السوداء) و«تشيرفن روس» (روسيا الحمراء) في شمال غرب وغرب أوكرانيا.

### المسيحية
أحرزت المسيحية تقدمًا في أراضي أوكرانيا قبل مجلس نيقية الأول (325) (خاصة على طول ساحل البحر الأسود)، وفي غرب أوكرانيا خلال فترة إمبراطورية مورافيا العظمى. حدث القبول الحكومي الرسمي للمسيحية في روس عام 988. كان الدوق الأكبر فلاديمير الكبير (فولوديمير) هو المروج الرئيسي لتنصير كييف روس. كانت جدته، الأميرة أولغا، هي التي قادت اهتمامه بالمسيحية. في وقت لاحق، وضع حاكم كييف، ياروسلاف الأول جزءًا بقي دائمًا من التقاليد القانونية السلافية الشرقية، والتي استمرت خلال الفترة الليتوانية لروس.
أدى الصراع بين الإمارات المختلفة لروس، على الرغم من جهود الأمير الكبير فلاديمير مونوماخ، إلى التدهور في بداية القرن الثاني عشر. في بروبريا روس، انضمت إمارتا هاليتش وفولينيا الناشئتين إلى حكم كييف. في الشمال، ظهر اسم موسكو في السجل التاريخي في إمارة سوزدال، مما أدى إلى ظهور دولة روسيا. في الشمال الغربي، أكدت إمارة بولوتسك بشكل متزايد على الحكم الذاتي لبيلاروسيا. ازاحت إمارة فلاديمير كييف عن الحكم (1169) نتيجة للصراع على السلطة بين الأمراء، ولغزو كومان والمغول في القرنين الثاني عشر والثالث عشر على التوالي. في وقت لاحق، أقرت جميع إمارات أوكرانيا الحالية بالتبعية للمغول (1239-1240). في عام 1240، احتل المغول مدينة كييف، وهرب الكثير من الناس إلى بلدان أخرى.

بعد خمس سنوات من سقوط كييف، كتب المبعوث البابوي جيوفاني دا بيان ديل كاربين:
«دمروا المدن والقلاع وقتلوا الرجال وكييف التي حاصروها كانت أعظم مدينة روسية. وعندما حاصروها لفترة طويلة أخذوها وقتلوا أهل المدينة. لذلك عندما مررنا في ذلك البلد وجدنا عددًا لا يحصى من الجماجم والعظام البشرية المنتشرة في الحقول. لقد كانت مدينة كبيرة جدًا ومكتظة بالسكان والآن تحولت إلى لا شيء تقريبًا.»

### غاليسيا فولينيا
كانت إمارة غاليسيا-فولينيا دولة خلفت كييف روس على جزء من أراضي أوكرانيا الحالية. في السابق، أنشأ فلاديمير الكبير مدينتي هاليتش ولادومير (فيما بعد فولوديمير) كعواصم إقليمية. استندت هذه الولاية إلى قبائل دولبي وتيفيريان وكروات البيض.
حكم الدولة أحفاد ياروسلاف الحكيم وفلاديمير مونوماخ. لفترة وجيزة، حكم البلاد رجل نبيل مَجَري. ووقعت معارك مع الدول المجاورة مثل بولندا وليتوانيا، بالإضافة إلى حرب داخلية مع الإمارة الروثينية المستقلة تشيرنيهيف إلى الشرق. في أكبر امتداد لها، شملت أراضي غاليسيا-فولين لاحقًا والاتشيا وبيسارابيا، ووصلت بذلك إلى شواطئ البحر الأسود.
خلال هذه الفترة (حوالي 1200-1400)، كانت كل إمارة مستقلة عن الأخرى لفترة. أصبحت دولة هاليتش فولين في النهاية تابعة للإمبراطورية المنغولية، مع استمرار الجهود المبذولة لكسب الدعم الأوروبي لمعارضة المغول. كانت هذه الفترة أول فترة يُطلق على حاكم روس لقب ملكًا، في السابق، كان يُطلق على حكام روس لقب «الدوقات الكبرى» أو «الأمراء».

### القرن الرابع عشر
خلال القرن الرابع عشر، خاضت بولندا وليتوانيا حروبًا ضد الغزاة المغول، وفي النهاية انتقلت معظم أوكرانيا إلى حكم بولندا وليتوانيا. وبشكل أكثر تحديدًا، انتقلت أراضي فولين في الشمال والشمال الغربي إلى حكم الأمراء الليتوانيين، بينما انتقل الجنوب الغربي إلى سيطرة بولندا (غاليسيا). وأسس الجنويون بعض المستعمرات في سواحل القرم، واستمرت حتى الفتح العثماني في سبعينيات القرن التاسع عشر.
تحد معظم أوكرانيا أجزاء من ليتوانيا، ويقول البعض أن الاسم، «أوكرانيا» يأتي من الكلمة المحلية لكلمة «الحدود»، على الرغم من أن اسم «أوكرانيا» كان يستخدم أيضًا قبل قرون. سيطرت ليتوانيا على ولاية فولين في شمال وشمال غرب أوكرانيا، بما في ذلك المنطقة المحيطة بكييف روس، ثم تبنّى حكام ليتوانيا لقب حاكم روس. سيطرت بولندا على المنطقة الجنوبية الشرقية. بعد الاتحاد بين بولندا وليتوانيا، هاجر البولنديون والألمان والليتوانيون واليهود إلى المنطقة.
سيطرت ليتوانيا على ولاية فولين في شمال وشمال غرب أوكرانيا، بما في ذلك المنطقة المحيطة بكييف روس، وعندها تبنى حكام ليتوانيا لقب حاكم روس. على الرغم من ذلك، كان العديد من الأوكرانيين (المعروفين آنذاك باسم الروثينيين) في مناصب عليا في دوقية ليتوانيا الكبرى، بما في ذلك الحكام المحليين والنبلاء وحتى التاج الليتواني نفسه (انظر: الجيرداس ودميترو ديدكو). خلال هذا الوقت، شهدت أوكرانيا ازدهارًا نسبيًا واستقلالًا ذاتيًا، وكانت الدوقية شبيهة بدولة ليتوانيا أوكرانية مشتركة، مع حرية ممارسة المسيحية الأرثوذكسية، والتحدث بالأوكرانية (يتضح بشكل خاص من خلال التداخل اللغوي المنخفض بشكل ملحوظ بين اللغتين الأوكرانية والليتوانية)، والاستمرار في الانخراط في ممارسات الثقافة الأوكرانية.
في النهاية، سيطرت بولندا على المنطقة الجنوبية الشرقية. بعد الاتحاد بين بولندا وليتوانيا، هاجر البولنديون والألمان والليتوانيون واليهود إلى المنطقة، مما أجبر الأوكرانيين على الخروج من مناصب السلطة التي تقاسموها مع الليتوانيين، مع إجبار المزيد من الأوكرانيين على دخول وسط أوكرانيا نتيجة للهجرة البولندية والاستقطاب وأشكال أخرى من القمع ضد أوكرانيا والأوكرانيين.
في عام 1490، بسبب تزايد قمع الأوكرانيين على أيدي البولنديين، قاد البطل الأوكراني بترو موخا سلسلة من الثورات الناجحة، وانضم إليه الأوكرانيون الآخرون، مثل القوزاق الأوائل والهوتسول، بالإضافة إلى المولدافيون (الرومانيون). كانت هذه السلسلة من المعارك، المعروفة باسم تمرد موخا مدعومة من قبل الأمير المولدافي ستيفن العظيم، وهي واحدة من أقدم الانتفاضات المعروفة للأوكرانيين ضد الاضطهاد البولندي. شهدت هذه الثورات الاستيلاء على العديد من مدن بوكوتيا، ووصلت إلى أقصى الغرب حتى لفيف، ولكن دون الاستيلاء على الأخيرة.
مكّن تراجع القبيلة الذهبية في القرن الخامس عشر من تأسيس خانية القرم، التي احتلت شواطئ البحر الأسود والسهول الجنوبية لأوكرانيا. حتى أواخر القرن الثامن عشر، حافظت خانية القرم على تجارة الرقيق الضخمة مع الإمبراطورية العثمانية والشرق الأوسط، وصدرت حوالي 2 مليون عبد من روسيا وأوكرانيا خلال الفترة 1500-1700. بقيت تابعة للإمبراطورية العثمانية حتى عام 1774، عندما احتلتها أخيرًا الإمبراطورية الروسية في عام 1783.

## التاريخ الحديث

### أوكرانيا في القرنين السابع عشر والثامن عشر
برزت أوكرانيا على أنها دولة، والأوكرايين كمواطنين، مدعومة بالنهضة الوطنية الأوكرانية في منتصف القرن الثامن عشر، وذلك في أعقاب الثورة الفلاحية في 1768/1769 والتقسيم الذي طال الكومنلوث البولندي الليتواني. سقطت مملكة غاليسيا بأيدي الإمبراطورية النمساوية، في حين استحوذت الإمبراطورية الروسية على ما تبقى من أوكرانيا.

## وصلات خارجية
- Ukrainian history overview published in Den.
- The Holocaust by bullets, the Jewish victims of the Einsatzgruppen in Eastern Europe Yahad In Unum